# 66-й гвардейский истребительный авиационный полк
66-й гвардейский истребительный авиационный Виленский Краснознамённый ордена Суворова полк (66-й гв. иап) — воинская часть Военно-воздушных сил (ВВС) РККА СССР, принимавшая участие в боевых действиях Великой Отечественной войны.

## Наименования полка
За весь период своего существования полк несколько раз менял своё наименование:
- 160-й истребительный авиационный полк;
- 429-й истребительный авиационный полк;
- 875-й истребительный авиационный полк;
- 66-й гвардейский истребительный авиационный полк;
- 66-й гвардейский истребительный авиационный Краснознамённый полк;
- 66-й гвардейский истребительный авиационный Виленский Краснознамённый полк;
- 66-й гвардейский истребительный авиационный Виленский Краснознамённый ордена Суворова полк;
- 841-й гвардейский истребительный авиационный Виленский Краснознамённый ордена Суворова полк;
- 841-й гвардейский авиационный Виленский Краснознамённый ордена Суворова полк истребителей-бомбардировщиков;
- 841-й гвардейский морской авиационный Виленский Краснознамённый ордена Суворова полк истребителей-бомбардировщиков;
- 841-й отдельный гвардейский морской авиационный Виленский Краснознамённый ордена Суворова полк истребителей-бомбардировщиков;
- 841-й отдельный гвардейский вертолётный Виленский Краснознамённый ордена Суворова противолодочный полк;
- Полевая почта 35438.

## Создание полка
66-й гвардейский истребительный авиационный полк образован 18 марта 1943 года путём переименования 875-го истребительного авиационного полка в гвардейский за образцовое выполнение боевых задач и проявленные при этом мужество и героизм на основании Приказа НКО СССР.

## Преобразование полка
- 66-й гвардейский истребительный авиационный Виленский Краснознамённый ордена Суворова полк 20 февраля 1949 года переименован в 841-й гвардейский истребительный авиационный Виленский Краснознамённый ордена Суворова полк[2].
- 841-й гвардейский истребительный авиационный Виленский Краснознамённый ордена Суворова полк переформирован в 1961 году в 841-й гвардейский авиационный Виленский Краснознамённый ордена Суворова полк истребителей-бомбардировщиков.
- 841-й гвардейский авиационный Виленский Краснознамённый ордена Суворова полк истребителей-бомбардировщиков в октябре 1989 года вошёл в состав 119-й морской истребительной авиационной дивизии как 841-й гвардейский морской авиационный Виленский Краснознамённый ордена Суворова полк истребителей-бомбардировщиков[3][4].
- в связи с расформированием 119-й морской иад полк с 01.01.1991 г. стал именоваться 841-й отдельным гвардейским морским авиационным Виленским Краснознамённым ордена Суворова полком истребителей-бомбардировщиков.
- в мае 1991 года полк переформирован в 841-й отдельный гвардейский вертолётный противолодочный Виленский Краснознамённый ордена Суворова полк ВВС Краснознамённого Черноморского флота с перевооружением с МиГ-23М на вертолёты Ми-14ПЛ.

## В действующей армии
В составе действующей армии:
- с 18 марта 1943 года по 2 апреля 1943 года, итого — 15 дней,
- с 9 мая 1943 года по 6 октября 1943 года, итого — 150 дней,
- с 5 ноября 1943 года по 5 апреля 1944 года, итого — 152 дня,
- с 20 июня 1944 года по 9 мая 1945 года, итого — 323 дня.

Всего 640 дней.

## Командиры полка
- капитан, майор, подполковник Ковалёв Алексей Родионович[6], 04.1942 — 07.09.1943.
- майор, подполковник Пустовойт Григорий Андреевич[6], 07.09.1943 — 09.04.1945 (погиб).
- майор Витковский Иван Петрович[6], 10.04.1945 — 1946.
- полковник Горяинов Алексей Семёнович[7], 12.1969 — 10.1971 г.
- подполковник Харламов Александр, 1976 -

## В составе соединений и объединений
| Период        | Фронт (округ)                                   | армия                      | корпус                                             | дивизия                                              | примечание                                                  |
| ------------- | ----------------------------------------------- | -------------------------- | -------------------------------------------------- | ---------------------------------------------------- | ----------------------------------------------------------- |
| 17.03.1943 г. | Северо-Западный фронт                           | 6-я воздушная армия        | 1-й истребительный авиационный корпус              | 274-я истребительная авиационная дивизия             | Як-7Б                                                       |
| 18.03.1943 г. | Северо-Западный фронт                           | 6-я воздушная армия        | 1-й гвардейский истребительный авиационный корпус  | 4-я гвардейская истребительная авиационная дивизия   | переименован в гвардейский, Як-7Б                           |
| 03.04.1943 г. | Резерв Верховного Главнокомандования            |                            | 1-й гвардейский истребительный авиационный корпус  | 4-я гвардейская истребительная авиационная дивизия   | аэр. Степыгино, Як-7Б                                       |
| 09.05.1943 г. | Брянский фронт                                  | 15-я воздушная армия       | 1-й гвардейский истребительный авиационный корпус  | 4-я гвардейская истребительная авиационная дивизия   | Як-1, Як-7Б                                                 |
| 07.10.1943 г. | Резерв Верховного Главнокомандования            |                            | 1-й гвардейский истребительный авиационный корпус  | 4-я гвардейская истребительная авиационная дивизия   | Як-7Б, Як-9,                                                |
| 05.11.1943 г. | 2-й Прибалтийский фронт                         | 15-я воздушная армия       | 1-й гвардейский истребительный авиационный корпус  | 4-я гвардейская истребительная авиационная дивизия   | Як-9                                                        |
| 30.11.1943 г. | 1-й Прибалтийский фронт                         | 3-я воздушная армия        | 1-й гвардейский истребительный авиационный корпус  | 4-я гвардейская истребительная авиационная дивизия   | Як-9                                                        |
| 06.04.1944 г. | Резерв Верховного Главнокомандования            |                            | 1-й гвардейский истребительный авиационный корпус  | 4-я гвардейская истребительная авиационная дивизия   | Як-9                                                        |
| 10.06.1944 г. | 3-й Белорусский фронт                           | 1-я воздушная армия        | 1-й гвардейский истребительный авиационный корпус  | 4-я гвардейская истребительная авиационная дивизия   | Як-9                                                        |
| 13.07.1944 г. |                                                 |                            |                                                    | 8-й запасной авиационный полк                        | Багай-Барановка, Як-3                                       |
| 16.07.1944 г. | 1-й Прибалтийский фронт                         | 3-я воздушная армия        | 1-й гвардейский истребительный авиационный корпус  | 4-я гвардейская истребительная авиационная дивизия   | Як-3                                                        |
| 05.08.1944 г. | 1-й Прибалтийский фронт                         | 3-я воздушная армия        | 1-й гвардейский истребительный авиационный корпус  | 4-я гвардейская истребительная авиационная дивизия   | Як-3                                                        |
| 03.03.1945 г. | 2-й Прибалтийский фронт                         | 15-я воздушная армия       | 1-й гвардейский истребительный авиационный корпус  | 4-я гвардейская истребительная авиационная дивизия   | Як-3                                                        |
| 07.04.1945 г. | 1-й Белорусский фронт                           | 16-я воздушная армия       | 1-й гвардейский истребительный авиационный корпус  | 4-я гвардейская истребительная авиационная дивизия   | Як-3                                                        |
| 09.05.1945 г. | 1-й Белорусский фронт                           | 16-я воздушная армия       | 1-й гвардейский истребительный авиационный корпус  | 4-я гвардейская истребительная авиационная дивизия   | Як-3                                                        |
| 10.06.1945 г. | Группа советских оккупационных войск в Германии | 16-я воздушная армия       | 1-й гвардейский истребительный авиационный корпус  | 4-я гвардейская истребительная авиационная дивизия   | Як-3                                                        |
| 20.02.1949 г. | Группа советских войск в Германии               | 24-я воздушная армия       | 61-й гвардейский истребительный авиационный корпус | 170-я гвардейская истребительная авиационная дивизия | полк переименован в 841-й гв. иап, Як-3                     |
| 07.1949 г.    | Группа советских войск в Германии               | 24-я воздушная армия       | 61-й гвардейский истребительный авиационный корпус | 170-я гвардейская истребительная авиационная дивизия | МиГ-15                                                      |
| 25.09.1953 г. | Закавказский военный округ                      | 34-я воздушная армия       |                                                    | 170-я гвардейская истребительная авиационная дивизия | МиГ-15, переучился на МиГ-17, аэр. Кобулети Грузинская ССР  |
| 18.04.1960 г. | Закавказский военный округ                      | 34-я воздушная армия       |                                                    | 283-я истребительная авиационная дивизия             | 170-я гв. иад расформирована, МиГ-17                        |
| 1981 г.       | Закавказский военный округ                      | 34-я воздушная армия       |                                                    | 283-я истребительная авиационная дивизия             | преобразован в истребительно-бомбардировочный полк, МиГ-23М |
| 21.09.1989 г. | Черноморский флот ВМФ СССР                      | ВВС КЧФ                    |                                                    | 119-я истребительная авиационная дивизия             | МиГ-23М                                                     |
| 01.01.1991 г. | Черноморский флот ВМФ СССР                      | ВВС КЧФ                    |                                                    |                                                      | стал отдельным полком, МиГ-23М                              |
| 01.05.1991 г. | Черноморский флот ВМФ СССР                      | ВВС КЧФ                    |                                                    |                                                      | переформирован в вертолётный противолодочный полк, Ми-14ПЛ  |
| 10.1992       |                                                 | Черноморский флот ВМФ СССР | ВВС КЧФ                                            |                                                      | расформирован без вывода на территорию России               |

## Участие в операциях и битвах
- Курская битва:

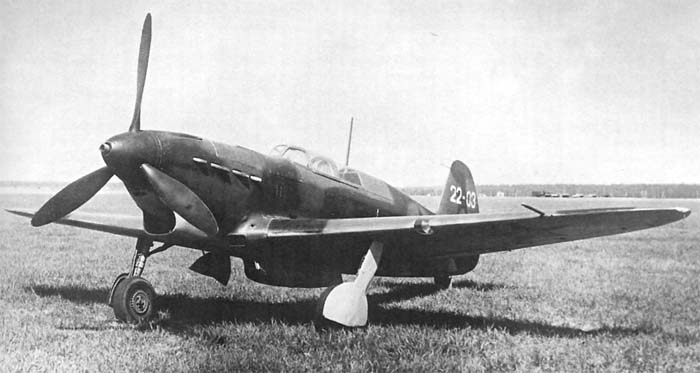
Истребитель Як-7

  - Орловская операция «Кутузов» — с 12 июля 1943 года по 18 августа 1943 года.
- Брянская операция — с 17 августа 1943 года по 3 октября 1943 года.
- Городокская операция — с 13 декабря 1943 года по 31 декабря 1943 года.
- Белорусская наступательная операция «Багратион»:
  - Витебско-Оршанская операция — с 23 июня 1944 года по 28 июня 1944 года.
  - Минская операция — с 29 июня 1944 года по 4 июля 1944 года.
  - Шяуляйская операция — с 5 июля 1944 года по 31 июля 1944 года.
- Прибалтийская операция:
  - Рижская операция — с 14 сентября 1944 года по 22 октября 1944 года.
  - Мемельская операция — с 5 октября 1944 года по 22 октября 1944 года.
- Восточно-Прусская операция — с 13 января 1945 года по 25 апреля 1945 года.
- Берлинская стратегическая наступательная операция — с 16 апреля 1945 года по 8 мая 1945 года.

## Почётные наименования
За отличие в боях за овладение городом Вильнюс 66-му гвардейскому Краснознамённому истребительному авиационному полку присвоено почётное наименование «Виленский»

## Награды
- За образцовое выполнение боевых заданий командования на фронте борьбе с немецкими захватчиками при форсировании реки Березина, за овладение городом Борисов и проявленные при этом доблесть и мужество 66-й гвардейский истребительный авиационный полк Указом Президиума Верховного Совета СССР от 10 июля 1944 года награждён орденом Боевого Красного Знамени.
- За образцовое выполнение боевых заданий командования в боях при прорыве обороны противника северо-западнее и юго-западнее Шяуляй (Шавли) и проявленные при этом мужество и доблесть 66-й гвардейский истребительный авиационный Виленский Краснознамённый полк Указом Президиума Верховного Совета СССР от 31 октября 1944 года награждён орденом Суворова III степени.

## Отличившиеся воины полка
- Витковский Иван Петрович, гвардии майор, командир эскадрильи 66-го гвардейского истребительного авиационного полка 4-й гвардейской истребительной авиационной дивизии 1-го гвардейского истребительного авиационного корпуса 3-й воздушной армии 23 февраля 1945 года удостоен звания Героя Советского Союза. Золотая Звезда № 5314
- Кузёнов Иван Петрович, гвардии младший лейтенант, лётчик 66-го гвардейского истребительного авиационного полка 4-й гвардейской истребительной авиационной дивизии 1-го гвардейского истребительного авиационного корпуса 15-й воздушной армии 28 сентября 1943 года удостоен звания Героя Советского Союза. Золотая Звезда № 1758
- Кондрашёв Александр Петрович, гвардии капитан, заместитель командира эскадрильи 66-го гвардейского истребительного авиационного полка 4-й гвардейской истребительной авиационной дивизии 1-го гвардейского истребительного авиационного корпуса 3-й воздушной армии 1 июля 1944 года удостоен звания Героя Советского Союза. Золотая Звезда № 3923
- Сидоренко Марк Лукьянович, гвардии лейтенант, командир звена 66-го гвардейского истребительного авиационного полка 4-й гвардейской истребительной авиационной дивизии 1-го гвардейского истребительного авиационного корпуса 15-й воздушной армии 28 сентября 1943 года удостоен звания Героя Советского Союза. Золотая Звезда № 1230

## Благодарности Верховного Главнокомандующего
- За овладение городом Лида[9]
- За овладение городом Елгава (Митава)[10]
- За прорыв обороны противника северо-западнее и юго-западнее города Шяуляй[11]

## Статистика боевых действий
Всего за годы Великой Отечественной войны полком:
| Выполнено боевых вылетов | Сбито самолётов в воздухе | Уничтожено самолётов всего |
| ------------------------ | ------------------------- | -------------------------- |
| 9055                     | 451                       | 451                        |

Свои потери:
| Потеряно самолётов, всего | Погибло лётчиков всего |
| ------------------------- | ---------------------- |
| 132                       | 80                     |

## Литература

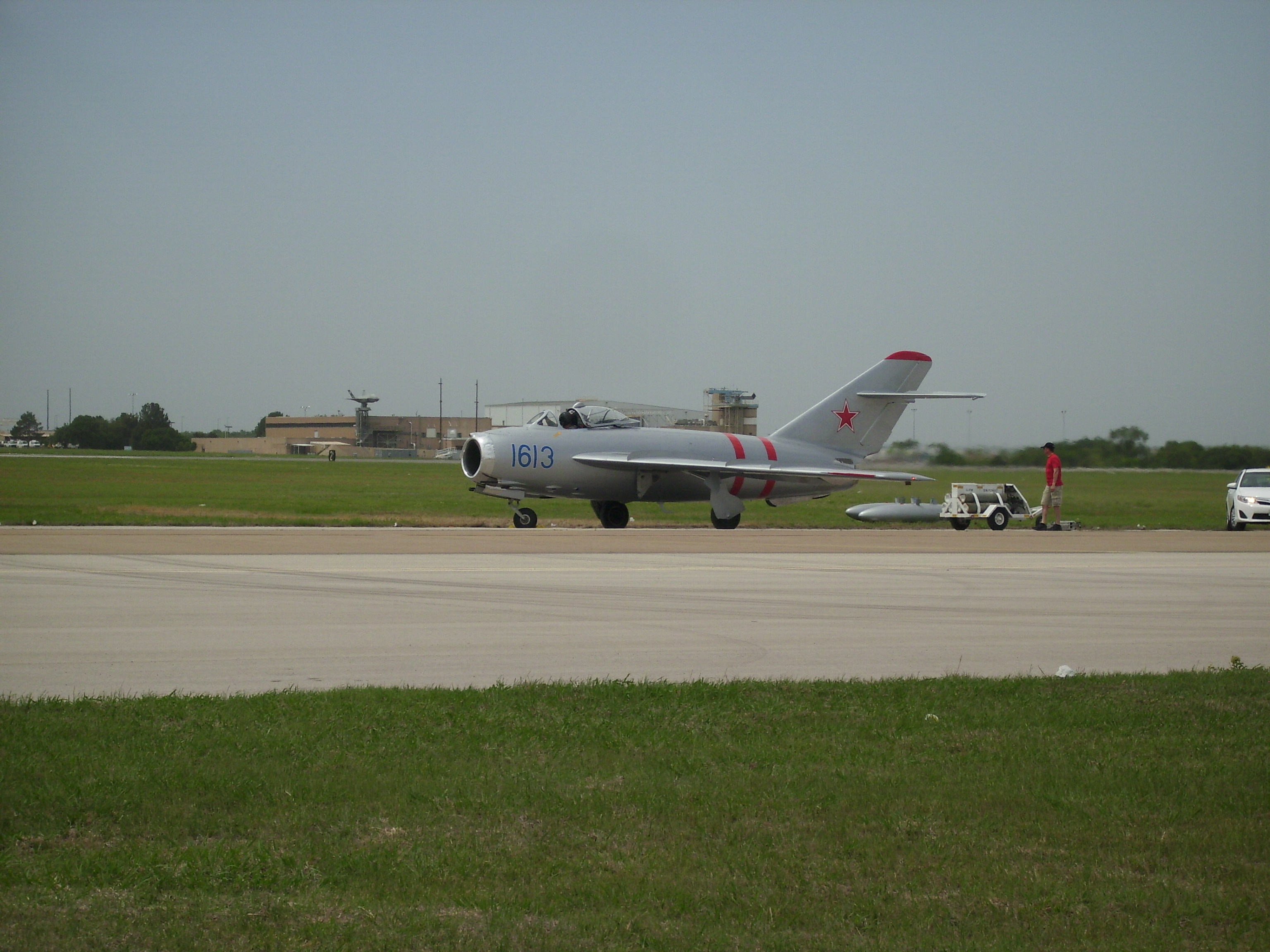
МиГ-17

## Базирование
| Период               | Аэродром                 |
| -------------------- | ------------------------ |
| 1945 — 1947          | Перлеберг, Германия      |
| 1947 — 08.1949       | Альтес-Лагер, Германия   |
| 08.1949 — 25.09.1953 | Цербст, Германия         |
| 25.09.1953 — 1956    | Кобулети, Грузинская ССР |
| 1956 — 10.1992       | Мериа, Грузинская ССР    |

## Самолёты на вооружении
| Период            | Самолёты |
| ----------------- | -------- |
| 1941 — 1942       | ЛаГГ-3   |
| 1942 — 1943       | Як-1     |
| 1942 — 1944       | Як-7Б    |
| 1944 — 1945       | Як-9     |
| 1944 — 1949       | Як-3     |
| 07.1949 — 09.1953 | МиГ-15   |
| 09.1953 — 1965    | МиГ-17   |
| 1959 — 1965       | МиГ-19   |
| 1965 — 1980       | МиГ-21   |
| 1980 — 1991       | МиГ-23   |
| 1991— 1992        | Ми-14ПЛ  |